# Michael Kapsner
Michael Kapsner (* 29. Juni 1961 in Passau) ist ein deutscher Komponist, Organist, Dirigent, Improvisator und Musikpädagoge. Er war zuletzt Professor an der Hochschule für Musik Franz Liszt Weimar.

## Leben
Michael Kapsner erhielt seinen ersten Orgelunterricht bei Toni Glas in Passau. Sein Studium absolvierte er nach dem Abitur am Gymnasium Leopoldinum (Passau) in Wien und Freiburg bei folgenden Lehrern: Orgel bei Michael Radulescu und Ludwig Doerr, Klavier bei Hans Petermandl, Komposition bei Friedrich Neumann, Improvisation bei Peter Planyavsky, Dirigieren bei Karl Österreicher und Hans-Michael Beuerle. Von 1988 bis 1990 wirkte er als Kirchenmusiker in Freiburg.
Im Jahr 1991 gründete Kapsner ein Orchester und war bis 2000 als freiberuflicher Organist und Dirigent tätig; zwischen 1993 und 1999 leitete er den Freiburger Oratorienchor. Von 1994 bis 2001 war Kapsner Lehrbeauftragter für Orgel und Improvisation an der Musikhochschule Trossingen. Zwischen 2000 und 2004 war er Professor für Orgel und Improvisation an der Universität für Musik und darstellende Kunst Graz. 2004 wechselte er in der gleichen Funktion an die Hochschule für Musik Franz Liszt in Weimar und wirkte hier bis September 2018.
Michael Kapsner ist Preisträger internationaler Orgelwettbewerbe, darunter der Bach-Preis Brügge 1985. Er war in Konzerten als Organist und Improvisator tätig und wirkte als Juror bei internationalen Wettbewerben mit.